# Hammam Maskhoutine
Hammam Maskhoutine (arabisch حمام المسخوطين, DMG Ḥammām al-Masḫūṭīn, auch Hammam Meskhoutine) ist ein algerischer Kurort in der Provinz Guelma.

## Geographie
Hammam Maskhoutine wird umgeben von Medjez Amar im Osten und von Hammam Debagh im Westen.